# 島崎遥香のぱるラジ!
島崎遥香のぱるラジ!（しまざきはるかのぱるラジ!）は、文化放送で2016年（平成28年）9月27日から2018年（平成30年）4月1日まで放送されていたラジオ番組である。

## 概要
AKB48の元メンバーで女優の島崎遥香がパーソナリティを務める自身初のレギュラーとなるラジオ番組である。また、冠番組である。
島崎は、初回から2016年12月27日放送分までは、AKB48のメンバーとして出演していた。
放送開始から2017年（平成29年）3月28日までは火曜 21:00 - 21:30（JST）に放送されていた。
2017年（平成29年）4月8日から2017年（平成29年）7月1日までは土曜 2:30 - 3:00（金曜深夜、JST）に深夜番組として放送されていた。
2017年（平成29年）7月24日から2017年（平成29年）9月25日までは月曜 18:45 - 19:00（JST）に放送されていた。また、放送時間が30分から15分へ短縮された。なお、7月より同時間帯に移動されたが、7月3日・7月10日・7月17日はナイター中継が放送されたため、7月5日（水曜）、7月13日（木曜）、7月20日（木曜）の同時間帯にそれぞれ振り替えで放送された。
2017年5月4日（木曜）20:30 - 21:30に、当番組と『トレンディエンジェルのPePePeラジオ』とのコラボ番組『トレンディぱるるのPePeラジ!』が放送された。MCがトレンディエンジェル、ゲストが島崎という形式で放送された。
2017年6月18日（日曜）には、番組初の公開収録が行われた。その収録分は、同年6月24日・7月1日に2週連続で前編・後編に分けて放送された。さらに、ゲストでトレンディエンジェルが出演した。
2017年（平成29年）10月8日から放送終了までは日曜 18:45 - 19:00（JST）に放送されていた。
2018年2月25日・3月4日の放送では2週連続で前編・後編に分けて、番組初のゲストとして板野友美が出演した。
2018年4月1日の放送を以て最終回を迎えて、1年半の歴史に幕を下ろした。全75回放送。なお、島崎のレギュラー番組としては終了だが、島崎は今後も文化放送の番組には不定期で出演する。

## 出演者

### パーソナリティ
- 島崎遥香

## コーナー
ぱるるのコラム ぱるコラ
毎回ある1つの与えられたテーマについて、島崎がトークをする。
ぱるるにクエスチョン ぱるQ
リスナーからの島崎に対する質問に答えていく。
ぱるるを感動させる話 ぱるイイ話
リスナーからのいい話を紹介し、どれくらい感動したかを島崎が判定する。
ぱるる、怒る ぱるおこ
リスナーが腹を立てた事や苛立ちを覚えた話に、同調したり、励ましたり、疑問を投げかけたりする。
ぱるペディア
Wikipediaの島崎遥香の記事に代わる島崎に関する百科事典記事、ぱるペディアを編纂（へんさん）すべく、島崎への質問を募集する。また、質問の回答で島崎の記事への改正を求める目的もある。
ぱるるジー
インターネットなどに公開されている心理テストを島崎と共に挑戦する。コーナー名は「ぱるる」と「サイコロジー」を組み合わせた造語である。
ぱるるに相談 ぱる談
リスナーからの悩み事や相談事に対して島崎が応える。
ぱるるのアリナシ
インターネットや雑誌で話題となっている「○○ってアリか?ナシか?」のアンケートを中心に島崎がどっち派かを決めてトークする。また、リスナーからのアンケートでもトークする。
- その他、番組の随所で音楽コーナーとして、自身の思い入れのある曲やリスナーからのリクエスト曲を1 - 2曲ほど紹介する。

## 放送時間の変遷
| 期間       | 期間       | 放送時間（JST）                          |
| ---------- | ---------- | ---------------------------------------- |
| 2016.09.27 | 2017.03.28 | 毎週火曜日 21:00 - 21:30（30分）         |
| 2017.04.08 | 2017.07.01 | 毎週土曜日 2:30 - 3:00（金曜深夜、30分） |
| 2017.07.24 | 2017.09.25 | 毎週月曜日 18:45 - 19:00（15分）         |
| 2017.10.08 | 2018.04.01 | 毎週日曜日 18:45 - 19:00（15分）         |

## ネット局
| 放送対象地域 | 放送局   | 放送日時             |
| ------------ | -------- | -------------------- |
| 関東広域圏   | 文化放送 | 日曜日 18:45 - 19:00 |